# Nógrád vármegye horgászvizeinek listája

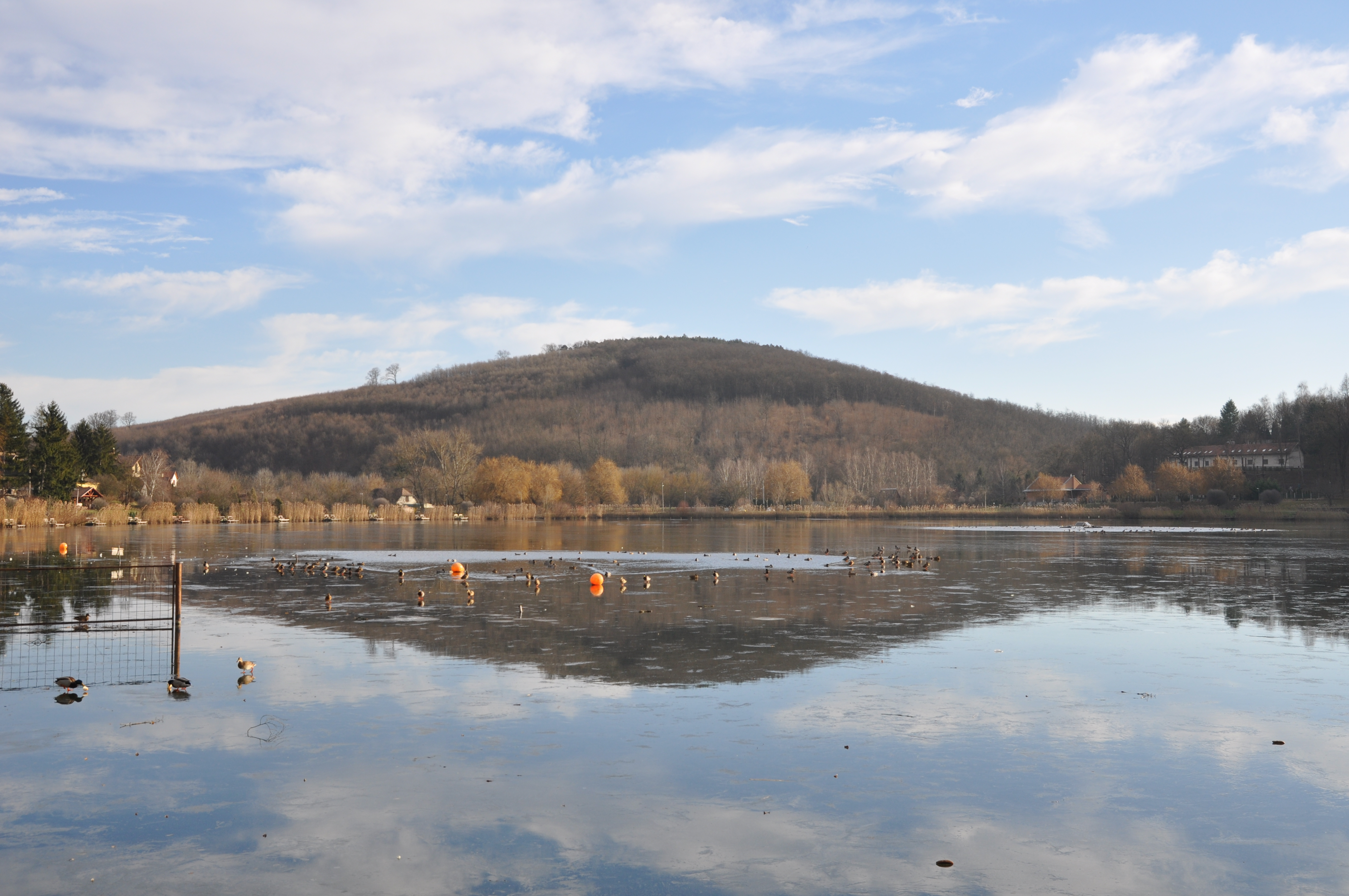
Bánki-tó

Nógrád vármegyében összesen mintegy 39 helyen engedélyezett a horgászat. A lista a horgászható állóvizeket tartalmazza.

## Nógrád vármegye horgászvizeinek listája
A tavak nevei mögött zárójelben a vízfelületük mérete olvasható hektárban kifejezve.
- Alsópetény - Cser-tó (70 Ha)
- Balassagyarmat - Gyarmati horgásztó (4,5 Ha)
- Balassagyarmat - Nyírjesi tavak (-)
- Bánk - Bánki-tó (7 Ha)
- Bárna - Álmos-horgásztó (0,8 Ha)
- Bátonyterenye - Maconkai víztározó (65,4 Ha)
- Bátonyterenye - Nagybátonyi-tó (1,5 Ha)
- Berkenye - Csigahegyi horgásztó (2 Ha)
- Cered - Ceredi horgásztavak (4,6 Ha)
- Cserhátsurány - Vadkan-tó (19 ha)
- Diósjenő - Tolmácsi víztározó (28 Ha)
- Érsekvadkert - Derék-pataki tározó (29,2 Ha)
- Érsekvadkert - Dobordali-pataki tározó (3,26 Ha)
- Etes - Amália - Etesi Horgász Egyesület tava
- Hasznos - Hasznosi víztározó (23 Ha)
- Homokterenye - Bányásztó (9,5 Ha)
- Hugyag - Csujta-tó (1 Ha)
- Ipoly (folyó), Nógrád vármegye
- Ipolytarnóc - Kotesz-tó
- Jobbágyi - Aranykapu horgásztó (1,2 Ha)
- Kétbodony - Víztározó (16 Ha)
- Lucfalva - Horgásztó (3,5 Ha)
- Ludányhalászi - Öreg-tó (2 Ha)
- Ludányhalászi - Öregpotyka-tavak (Ludányhalászi bányatavak)  (30+3 Ha)
- Magyarnándor - Rézparti víztározó (8 Ha)
- Mátraszele - Acélgyári Víztározó
- Mátraszele - Mátraszelei tó (12 Ha)
- Mihálygerge - Komravölgyi-víztározó (50 Ha)
- Nézsa - Ezersziget-horgásztó (4 Ha)
- Nógrádmarcal - Mixi-horgásztó (3,5 Ha)
- Nőtincs - Lókos-pataki tározó (36 Ha)
- Patak - víztározó - Halyagosi Horgásztó ( 17,62 Ha)
- Palotás - horgásztó (63 ha)
- Pusztaszántó - Puszataszántói Halastavak
- Rétság - Pusztaszántó - Halastavak
- Szécsény - Robinson-szigetek (10 Ha)
- Szécsény - Szécsényi-kavicsbányató (18 ha)
- Szügy - Berekalji Horgász Egyesület vízterülete (30,51 Ha)
- Tereske - Tereskei horgásztó (6,5 Ha)
- Tolmács - Tolmácsi-víztározó (7,4 ha)[2]